# Posza Zsolt
Posza Zsolt (Lengyeltóti, 1977. május 11. –) magyar válogatott labdarúgó, kapus. Visszavonult, Somogy megyében játékvezetőként folytatja pályafutását.

## Pályafutása

### Klubcsapatban
Tizenhét éves korától tagja volt a siófoki csapat keretének, kettős játékengedélyének köszönhetően viszont a fonyódi NB III-as gárdában játszotta első tétmérkőzését. Öt Siófokon eltöltött év után igazolt Győrbe, ahol két évig alapemberként számoltak vele. 
Győrből Újpestre távozott, ahol első évében kupagyőztes lett, a második szezonjában viszont Vlaszák Géza mellett csak elvétve kapott lehetőséget és a távozás mellett döntött. A Vasassal feljutott az élvonalba, ám a második idényét követően innen is távozott. Öt évet védett a görög Ergotéliszben, amellyel feljutott az élvonalba is, majd megfordult Cipruson is. 

Légióskarrierjét követően némileg meglepő módon az NB III-as Balatonlellében szerepelt egy rövid ideig, majd az élvonalbeli Kaposvárhoz igazolt, majd Balatonlelléről vonult vissza. 

### A válogatottban
2004-ben egy alkalommal szerepelt a válogatottban.

## Sikerei, díjai
- Magyar kupa
  - győztes: 2002

## Statisztika

### Mérkőzése a válogatottban
| Magyarország | Magyarország      | Magyarország  | Magyarország | Magyarország | Magyarország | Magyarország | Magyarország | Magyarország |
| #            | Dátum             | Helyszín      | Hazai        | Eredmény     | Vendég       | Kiírás       | Gólok        | Esemény      |
| ------------ | ----------------- | ------------- | ------------ | ------------ | ------------ | ------------ | ------------ | ------------ |
| 1.           | 2004. december 2. | Bangkok (THA) | Magyarország | 5 – 0        | Észtország   | Király-kupa  | -            | 46'          |
|              | Összesen          |               |              | 1            | mérkőzés     |              | 0            | gól          |